# Jemadia
Jemadia este un gen de fluturi din familia Hesperiidae. 

## Specii
| - Jemadia brevipennis - Jemadia fallax - Jemadia gnetus - Jemadia hewitsonii - Jemadia hospita - Jemadia menechmus - Jemadia pater - Jemadia pseudognetus - Jemadia scomber - Jemadia sosia |